# Sakaraha (district)
Sakaraha is een district van Madagaskar in de regio Atsimo-Andrefana. Het district telt 107.147 inwoners (2011) en heeft een oppervlakte van 8.447 km², verdeeld over 11 gemeentes. De hoofdplaats is Sakaraha.